# Brloška Dubrava
Brloška Dubrava is een plaats in de gemeente Otočac in de Kroatische provincie Lika-Senj. De plaats telt inwoners (2001).